# Allestree
Allestree – dzielnica miasta Derby, w Anglii, w Derbyshire, w dystrykcie (unitary authority) Derby. Jest najbardziej na północ wysuniętym obszarem położonym przy drodze krajowej A6. Allestree znajduje się ok. 3 km od centrum Derby. Od północy i zachodu graniczy z rejonem doliny Amber (Amber Valley), od południa z Mackworth, natomiast od wschodu z Darley Abbey. W 2011 roku dzielnica liczyła 13 622 mieszkańców.
Allestree stanowią tereny mieszkalne oraz dwa parki: Allestree Park oraz Mackworth Park. Ponadto w jego skład wchodzi część wioski Mackworth. Allestree stało się gminą w 1864 roku.

## Historia
Przed inwazją Normanów na Anglię Allestree było osadą składającą się jedynie z kilku rozproszonych domów, które dzierżawił hrabia Northumbrii. Następnie osada została wpisana do Domesday Book (rodzaj katastru gruntowego) jako Adelardestreu. Wilhelm Zdobywca przekazał ziemię Henry’emu de Ferres, a następnie grunt został oddany w posiadanie rodzinie Touchet. W XII wieku większość ziemi została sprzedana opactwu Św. Marii w Darley, a następnie wynajęta znów rodzinie Touchet. Allestree razem z Mackworth zostało wykupione od Lorda Audleya przez sir Johna Mundiego w 1516 r. W 1791 roku Allestree zostało sprzedane rodzinie Evans. Allestree Park pochodzi z początku XIX wieku, kiedy to został wybudowany dworek Allestree (Allestree Hall). Przed II wojną światową zostały w parku wybudowane domy oraz pole golfowe, ale park został przejęty przez wojska. 29 lipca 1927 mieszkańcy znów mogli cieszyć się urokami parku. W 1955 zostało otwarte pole golfowe z 9 dołkami, po czym zostało rozszerzone do 18.
W 1934 część gminy Mackworth administracyjnie przynależała do Allestree.

## Geografia
Allestree jest położonym najbardziej na północ obszarem Derby. Jego północne i zachodnie granice stanowią głównie obszary wiejskie. Wschodnia granica z Derby przechodzi wzdłuż A38 (główna arteria w Anglii) od ronda Ashbourne Road aż do punktu, w którym przecina rzekę Derbent. Następnie granica biegnie wzdłuż tej rzeki i przecina trasę A6. Od południa granica przebiega wzdłuż Ashbourne Road od A38 do Markeaton Lane, aż do punktu, w którym styka się z potokiem Markeaton. Następnie biegnie wzdłuż Kedleston Road, potem przechodzi za Woodlands Community School oraz Laburnum Crescent. Granica kończy się przy parku Allestree Park.
Geologicznie obszar ten składa się z grubych piaskowców i margli uformowanych ok. 250 milionów lat temu w triasie, najstarszym okresie ery  mezozoicznej oraz cienkościennych piaskowców i iłołupka ilastego uformowanego ok. 300 milionów lat temu w karbonie, piątym okresie ery paleozoicznej. Większa część tamtejszej Anglii stanowiła ogromna delta pełna osadu. Był nim gruboziarnisty piaskowiec, który tworzył większość Peak District, wyżyny w centralnej i północnej Anglii. W Allestree oraz w mieście Derby punktem najbardziej wysuniętym na północ jest Allestree  Park.

## Klimat
Ze względu na położenie w południowym hrabstwie Derby, Allestree leży w umiarkowanej strefie klimatycznej (według klasyfikacji Köppena). Najcieplejszym miesiącem jest lipiec, ze średnią temperaturą 11,4-21,3 stopni Celsjusza, natomiast najzimniejszy jest styczeń. Średnia temperatura wynosi wtedy 1,2–6,9 stopni C. Najwyższe i najniższe roczne temperatury są porównywalne ze średnimi odnotowywanymi w Anglii. Średnia opadów deszczu w ciągu roku w hrabstwie wynosi 606 mm. Najwięcej opadów odnotowuje się w miesiącach od października do stycznia. Dla porównania średnia opadów w całym kraju wynosi 838 mm.

## Zabytki

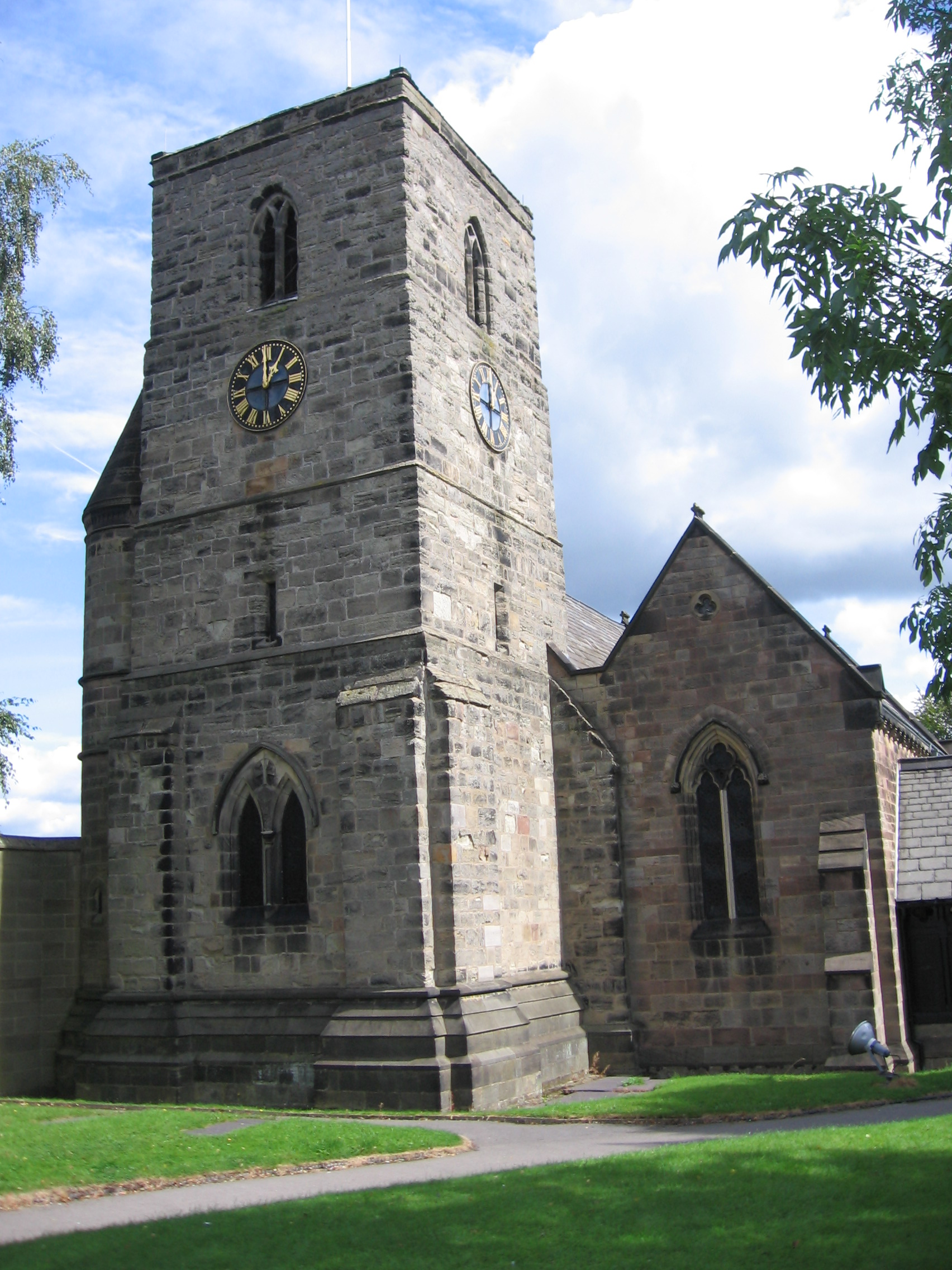
Kościół św. Edmunda

Allestree Park jest położony w północnej części Allestree na obszarze 129 hektarów (319 akrów). W parku znajduje się pole golfowe oraz jezioro, w którym można wędkować.
Allestree Hall był wolny od 1980, ale w 1984 pojawiły się plany przekształcenia obiektu w  muzeum przyrodnicze, odzwierciedlające faunę  i florę parków. Plany zostały wstrzymane z powodu braku funduszy oraz problemów strukturalnych. Kilka lat później ze strony Muzeum w Derby padła propozycja przekształcenia dworku w centrum parku oraz okolic, ale i ten plan legł w gruzach.
Markeaton Park jest drugim parkiem w Allestree. Położony jest w południowej jego części, graniczy z posiadłością Mackworth oraz opactwem Darley (Darley Abbey). Do początku XX wieku należał on do rodziny Mundych. W 1903 pięć akrów zostało ofiarowanych w celu stworzenia miejsca rekreacyjnego. Rodzina Mundych nie zaprzestała oddawać ziemi miastu. W 1924 ofiarowali na potrzeby ludności miasta siedem akrów ziemi, na której stworzono plac zabaw dla dzieci. Plac ten istnieje w parku do dziś i nosi nazwę Mundy Play Centre.
W 1929 wielebny Clarke Maxwell przekazał dworek oraz 20 akrów ziemi władzom Derby. Wcześniej odziedziczył tę ziemię od rodziny Mundych pod warunkiem przekazania jej miastu. Pozostałe 180 akrów zostało zakupione przez władze Derby w 1930 roku.
Markeaton Park jest obecnie najchętniej wybieranym miejscem do spędzania wolnego czasu w Derby. Zapewnia on różnorodne formy aktywności, jak na przykład jezioro z możliwością pływania łódkami, minigolf, plac zabaw dla dzieci.
Najstarszym kościołem w Allestree jest pochodzący z XIII wieku kościół św. Edmunda. W sumie znajduje się tam 6 kościołów.

## Demografia
W 2001 liczba mieszkańców Allestree wynosiła 13 017 tysięcy. Zamieszkiwali oni obszar 648 hektarów. Ludność stanowią głównie ludzie biali urodzeni w Anglii (96,99%). Kolejną grupę etniczną stanowią Azjaci (1,11%) oraz Chińczycy (0,75%). Rasy mieszane stanowią 0,58%, najmniejszą grupą stanowią czarnoskórzy (0,57%). Zaledwie 8,24% mieszkańców Allestree to ludność urodzona poza granicami Anglii.
Obszar stanowią w  większości chrześcijanie (82,10%), następnie ludność wyznająca islam, sikhizm, buddyzm, hinduizm oraz judaizm.

## Gospodarka
Obszar ten jest zwany „korzystnym społecznie”. Od 2001 roku stopa bezrobocia jest niższa niż średnia w Anglii o 5,8%. Głównym źródłem zatrudnienia w Allestree jest produkcja przemysłowa (19,39%), nieruchomości: wynajem oraz działalności budowlane (14,07%), handel hurtowy i detaliczny (14%), praca w służbie zdrowia oraz opiece społecznej (11,85%) oraz praca w oświacie (11,68%).

## Edukacja

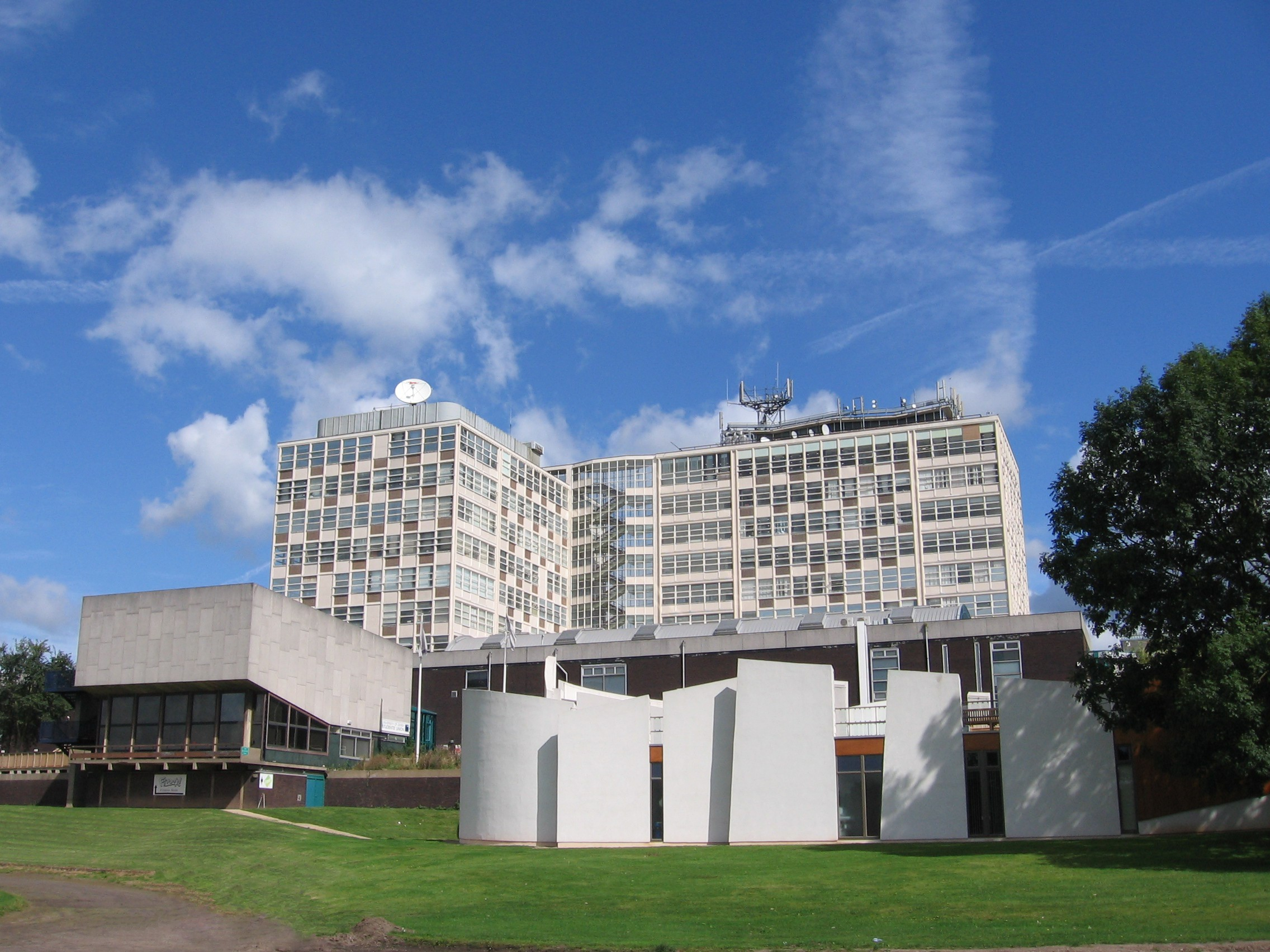
Uniwersytet w Derby, kampus główny

W Allestree są dwie szkoły podstawowe: Portway Junior School na Robincroft Road oraz Lawn Primary School na Norbury Close za parkiem Park Farm. Od 2007 roku szkoła w Portway liczyła 298 uczniów w wieku 7-11 lat. Lawn jest większą szkołą niż Portway. Według raportu od 2007 do szkoły uczęszczało 414 uczniów w wieku 4-11 lat.
Woodlands Community School jest państwową szkołą średnią kształcącą 1150 dzieci w wieku 11-18 lat. Obszar Ecclesbourne School także należy do Allestree.
Uniwersytet w Derby ma w Allestree swój główny kampus. Mieści się on na Kedleston Road.

## Ludzie związani z Alestree
- Alan Bates, aktor urodzony w 1935